# Song Bum-keun
Song Bum-keun, né le 15 octobre 1997 à Seongnam en Corée du Sud, est un footballeur sud-coréen évoluant au poste de gardien de but avec le Shonan Bellmare.

## Biographie

### Jeonbuk Hyundai Motors
Passé par le Lycée Yongun puis l'Université de Corée, Song Bum-keun occupe le poste d'attaquant lorsqu'il commence le football mais il est repositionné dans les buts en raison de sa grande taille. Il intègre ensuite l'équipe du Jeonbuk Hyundai Motors. Il fait ses débuts en professionnel avec ce club, le 1er mars 2018, à l'occasion d'un match de K League 1 face à l'Ulsan Hyundai FC. Il réalise un « clean sheet » lors de sa première apparition en professionnel, et son équipe l'emporte par deux buts à zéro. Il s'impose rapidement comme titulaire dans les buts de Jeonbuk depuis 2018 et devient l'un des gardiens de buts les plus performants du championnat coréen.

### Shonan Bellmare
En janvier 2023, Song Bum-keun rejoint le Japon afin de s'engager librement en faveur du Shonan Bellmare. Le transfert est annoncé dès le 18 décembre 2022.
Song Bum-keun joue son premier match pour le Shonan Bellmare le 18 février 2023, lors de la première journée de la saison 2023 de J1 League, la première division japonaise, face au Sagan Tosu. Il est titularisé et son équipe s'impose par cinq buts à un.

### En sélection
Avec les moins de 20 ans, Song Bum-keun participe à la Coupe du monde des moins de 20 ans en 2017, qui se déroule dans son pays natal. Lors de cette compétition, il officie comme gardien titulaire et joue quatre matchs, encaissant un total de cinq buts. Les Sud-Coréens s'inclinent en huitièmes de finale face au Portugal.
Avec les moins de 23 ans, il participe au championnat d'Asie des moins de 23 ans en 2018. Lors de cette compétition, il reste sur le banc des remplaçants et ne joue aucun match. Il participe ensuite aux Jeux asiatiques de 2018. Lors de ces Jeux, il joue trois matchs. Les Sud-Coréens s'imposent en finale face au Japon.
En septembre 2018 il est convoqué pour la première fois avec l'équipe de Corée du Sud. Il reste toutefois sur le banc le 7 septembre 2018, où il figure pour la première fois sur le banc des remplaçants de l'équipe, sans entrer en jeu, lors d'un match amical contre le Costa Rica (victoire 2-0). Quatre jours plus tard, il est de nouveau sur le banc, sans jouer, face au Chili (0-0).
Le 12 novembre 2022, il est sélectionné par Paulo Bento pour participer à la Coupe du monde 2022.

## Palmarès

### En club
Jeonbuk Hyundai Motors
- Championnat de Corée du Sud (4) :
  - Champion : 2018, 2019, 2020 et 2021.
- Coupe de Corée du Sud (1) :
  - Vainqueur : 2020.

### En sélection
Corée du Sud -23 ans
- Vainqueur des Jeux asiatiques
  - 2018